# Abbans-Dessous
Abbans-Dessous település Franciaországban, Doubs megyében. Lakosainak száma 247 fő (2022. január 1.). Abbans-Dessous Boussières, Osselle-Routelle és Byans-sur-Doubs községekkel határos.

## Népesség
A település népességének változása:
| Lakosok száma | 132  | 138  | 151  | 239  | 244  | 263  | 263  | 252  | 247  | 247  |
|               | 1968 | 1982 | 1990 | 2006 | 2013 | 2015 | 2017 | 2019 | 2020 | 2022 |